# Allotropa virgata
Allotropa virgata je druh čeledi vřesovcovité a je jediný druh rodu Allotropa. A. virgata jsou nezelené vytrvalé rostliny, chybí jim chlorofyl. Získávají výživu ze sousední zelené rostliny prostřednictvím houby, s kterou žije v symbióze. Allotropa virgata roste výhradně na podhoubí čirůvky větší (Tricholoma matsutake = syn. T. nauseosum).

## Rozšíření
Rostlině Allotropa virgata se daří v dubových, jehličnatých lesích a lesích v severozápadním Pacifiku. Roste od 75 do 3000 metrů nadmořské výšky v pohoří Sierra Nevada, Kaskádovém pohoří a až přes Britskou Kolumbii. Nachází také vhodná stanoviště ve státech Idaho a Montana.

## Morfologie
A. virgata má podzemní oddenek s křehkými kořeny. Listy jsou podélně pruhované od lodyhy po hrozen květů stejně jako květenství. Lodyha přetrvává i potom, co semena byly rozptýleny a často zhnědne. Listeny v květu jsou menší než 3 cm a pedicely nejsou přetočené.
Jednotlivé květy obvykle nemají kališní lístky, sepály, ale pokud ano, mají 2-4. Často jsou okvětní lístky (petály) nesprávně zaměňovány za kališní lístky (sepály). Květ mívá 5 bílých lístků kalíškovitého tvaru, všechny lístky jsou volné a konkávní. V koruně se nachází 10 vyčnívající tyčinek, kaštanové barvy. Semeník má 5 komor.
Plody A. virgata jsou tobolky, které pukají. To umožňuje mnoha drobným semenům se rozptýlit.